# Ottawan
Ottawan (prononcé en anglais : /ˈɑtəwən/) est un groupe français de disco. Il est connu au début des années 1980 par ses albums D.I.S.C.O. et Ottawan 2, et notamment ses tubes D.I.S.C.O. et Haut les mains.

## Histoire
Le chanteur Patrick Jean-Baptiste, né le 6 avril 1954 en Guadeloupe, chante dans une église locale. Puis il part travailler pour Air France à Paris, où il forme un groupe appelé Black Underground et rencontre le producteur Daniel Vangarde. Rejoint par la chanteuse et danseuse Annette Etilce, le groupe est renommé Ottawan en référence à la capitale du Canada Ottawa. Une particularité du duo est son look, avec notamment une combinaison à paillettes vert fluo et des plumes de perroquets.
Le duo enchaîne plusieurs gros tubes disco dans les années 1979 à 1982, dont D.I.S.C.O., Haut les mains et T'es OK. En tout, le groupe va vendre plus de 10 millions de disques (tout titres confondus),. Le premier de ces tubes, intitulé tout simplement D.I.S.C.O. et composé par Daniel Vangarde,,, devient à l'époque un « classique » des boîtes de nuit,,, et un succès planétaire avec notamment une présence dans la plupart des charts européens. La chanson est alors également réalisée en langue anglaise. T'es OK et Haut les mains auront également leurs versions chantées en anglais.
Toutefois, Daniel Vangarde n'a pas composé que des succès pour Ottawan : le journal Le Monde qualifie ainsi la chanson Qui va garder mon crocodile cet été ? de titre « inénarrable » et de « raté culte ».
1982 marque la fin de la relation entre le duo et sa maison de production, à la suite de mésententes. Et Annette Elice quitte Ottawan. Patrick Jean-Baptiste se produit alors avec des remplaçantes plus ou moins intérimaires. Il propose en 1998 à sa demi-sœur Caroline Coudair de le rejoindre. Lors d'une interview, Caroline Coudair raconte avoir alors fait pendant douze ans entre 100 et 150 représentations chaque année, beaucoup en Russie et en Allemagne, et avoir fait « surtout les gros plateaux, les soirées privées ». Mais le répertoire ne se renouvelle pas, et, lassée, elle se retire en 2010.
En 2020, Ouest-France indique qu'Ottawan continue à avoir du succès en Russie. Ottawan se produit devant Vladimir Poutine et Dmitri Medvedev, remplit des salles de 30 000 personnes. Ottawan joue également dans des pays proches de la Russie incluant notamment : Kazakhstan, Ouzbékistan, Tadjikistan et Lituanie. Le groupe reprend sans cesse ses tubes disco des années 1979-82. Avec désormais Noémie Jean-Baptiste, la fille de Patrick Jean-Baptiste, Ottawan donne entre 150 et 180 concerts par an,.

## Membres

### Membres actuels
- Patrick Jean-Baptiste – chant, danse (depuis 1979)
- Noémie Jean Baptiste-Beurms, fille de Patrick – chant, danse (depuis 2009)

### Anciens membres
- Annette Etilce – chant, danse (1979-1982)
- Caroline Anne Coudair (alias Caroline watts) – chant, danse (1998–2010)
- Christine Anne-Rose Manne – chant, danse (2000–2001, 2009–2012)
- Isabelle Yapi – chant, danse (2012-2018 en Russie)

## Discographie

### Singles
Parmi leurs auteurs figure le duo Jean Kluger / Daniel Vangarde, qui a composé des titres pour La Compagnie créole. Les Gibson Brothers et Sheila et les B. Devotion leur ont aussi composé plusieurs tubes.
- 1979 : D.I.S.C.O. (versions françaises et anglaises : no 1 aux Pays-Bas, no 2 au Royaume-Uni et en Allemagne, no 4 en Autriche et no 5 en Suisse)
- 1980 : You're OK / T'es OK (Carrere)
- 1980 : Hands Up (Give Me Your Heart) / 1981 : Haut les mains (Donne-moi ton cœur) (Carrere) : no 1 en Nouvelle-Zélande, no 2 en Allemagne et Suède, no 3 au Royaume-Uni et en Autriche, no 4 en Suisse et no 5 aux Pays-Bas et en Afrique du Sud. Cette chanson est devenue populaire au Canada par les publicités télévisées du Club Med
- 1981 : La Siest' avec toi, Qui va garder mon crocodile cet été ? (Carrere)
- 1981 : Musique magique, Crazy Music (Carrere)
- 1981 : Help, Get Me Some Help (Carrere)
- 1982 : Top secret, A.I.E (Carrere)
- 1989 : Mégamix : D.I.S.C.O. / T'es O.K. (Carrere-Zagora)

## Dans la culture
- 2012 : Pauline détective de Marc Fitoussi - D.I.S.C.O (dans la bande originale -  source : générique).